# Liste des rues de Watermael-Boitsfort
Watermael-Boitsfort, commune belge située dans la région de Bruxelles-Capitale possède de nombreuses rues toutes repertoriées dans cette liste.

## A

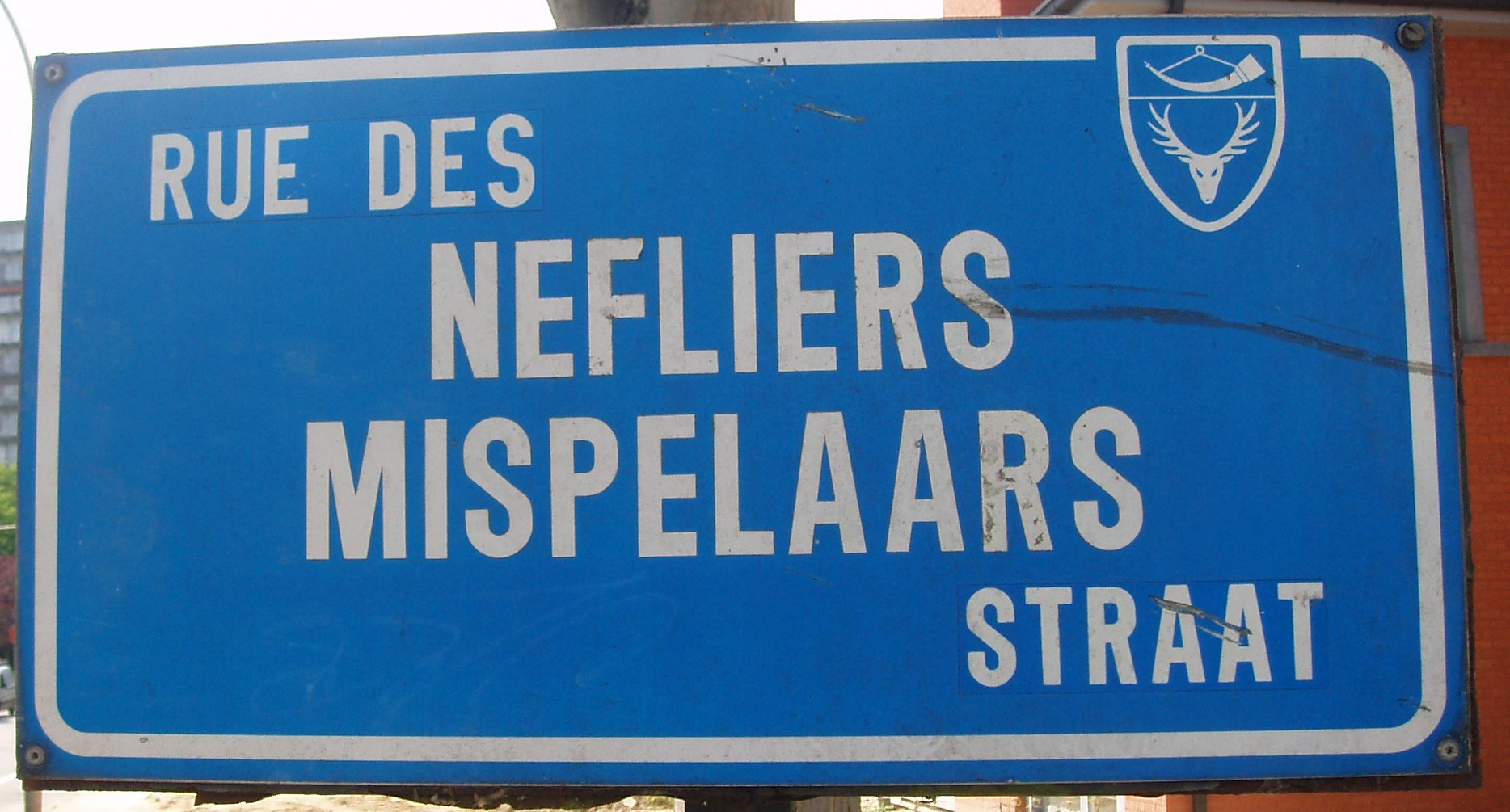
plaque de rue typique aux armoiries de Watermael-Boitsfort

- rue de l'Abreuvoir
- rue des Acanthes
- rue des Aconits
- rue des Aigrettes
- avenue des Airelles
- rue des Angéliques
- avenue de l’Arbalète
- square de l’Arbalète
- place des Arcades
- rue des Arcades
- avenue des Archiducs
- square des Archiducs
- rue des Archives
- rue de l'Aronde
- rue de l’Autruche
- rue de l’Avocette

## B
- rue Auguste Beernaert
- rue des Bégonias
- rue des Béguinettes
- rue des Bengalis
- avenue Georges Benoidt (ancien bourgmestre)
- Berensheide
- rue de la Bergerette
- rue du Bien-Faire
- rue de la Bifurcation (en partie sur Auderghem)
- place Bisschoffsheim
- avenue du Bois de la Cambre (aussi sur Ixelles)
- chaussée de Boitsfort (en partie sur Bruxelles et Ixelles)
- drève de Bonne Odeur (en forêt de Soignes)
- drève des Bonniers (en forêt de Soignes)
- avenue des Bouleaux
- rue des Brebis (en partie sur Ixelles)
- rue du Brillant (en partie sur Auderghem)
- rue du Bruant
- rue du Buis
- rue du Busard
- drève de la Brise

## C
- avenue des Cailles
- avenue Calypso
- avenue des Campanules
- rue des Cannas
- square du Castel Fleuri
- sentier du Caudaelput
- rue des Cèdres
- avenue du Cerf Volant
- square de la Cerisaie
- chemin des Chablis
- rue de Chantilly
- drève de la Chapelle
- avenue des Charançons
- avenue Charle-Albert
- clos des Chênes
- square des Cicindèles
- rue de la Cigale
- rue de la Citadelle
- avenue des Coccinelles (petite partie sur Bruxelles)
- place du Colibri
- avenue Coloniale
- avenue du Col Vert
- drève du Comte (en partie en forêt de Soignes)
- drève du Comte de Flandre (en forêt de Soignes)
- rue du Concours
- rue Willy Coppens
- avenue du Cor de Chasse
- rue du Coucou
- rue des Courlis
- avenue des Courtillières
- avenue des Criquets
- rue des Cyclamens

## D
- avenue du Daim
- avenue Delleur (ancien bourgmestre)
- avenue des Deux Montagnes (en forêt de Soignes)
- rue Philippe Dewolfs
- chemin de Diependelle (en Forêt de Soignes)
- rue des Digitales
- avenue du Dirigeable
- Dries
- avenue des Dryades
- drève du Duc

## E
- rue de l'Eider
- rue Eigenhuis
- rue de l'Élan
- rue des Ellébores
- rue des Émerillons
- sentier des Endymions
- rue de l'Engoulevent
- rue des Épiceas
- drève des Équipages
- rue Louis Ernotte
- rue de l’Étourneau

## F
- avenue de la Fauconnerie
- chemin du Fer à Cheval (en forêt de Soignes)
- avenue de la Foresterie
- chemin de la Forêt de Soignes (en forêt de Soignes)
- square de la Frégate
- rue Frémineur (ancien bourgmestre)
- rue du Friquet
- rue des Funkias

## G
- rue des Gardenias
- rue des Garennes
- avenue du Geai
- rue de la Gélinotte
- rue des Gentianes
- avenue des Gerfauts
- place Antoine Gilson
- rue des Gloxinias
- avenue du Grand Forestier (surtout sur Auderghem)
- rue du Grand Veneur
- rue Gratès
- rue des Grèbes
- rue du Gruyer

## H
- avenue des Hannetons
- clos Joseph Hanse
- Heiligenborre
- drève Hendrickx (en forêt de Soignes)
- avenue de l'Hermine
- rue du Héron
- avenue de la Héronnière (en partie sur Auderghem)
- rue de la Herse
- Hondenberg
- rue de l’Hospice communal
- rue de la Houlette (en partie sur Auderghem)
- avenue du Houx
- rue de la Hulotte

## I
- rue des Ibis
- drève de l'Infante

## J
- Jagersveld
- avenue des Jardinets

## K
- Karrenberg
- Kattenberg
- place Eugène Keym

## L
- drève de La Brise
- chaussée de La Hulpe
- rue des Lauriers
- avenue Jean-François Leemans
- drève des Libellules
- rue des Lobelias
- place du Logis
- avenue des Longicornes
- drève de la Longue Queue
- rue du Loriot
- rue du Loutrier
- drève des Loups (en forêt de Soignes)
- drève de la Louve (en forêt de Soignes)
- avenue des Lucanes
- avenue des Lucioles
- rue des Lupins

## M
- rue du Major Brück
- rue de la Malle-Poste
- avenue des Mantes
- rue des Marcassins
- avenue Marie-Clotilde
- avenue du Martin Pêcheur
- rue des Mérisiers (aussi sur Ixelles)
- avenue Charles Michiels (en partie sur Auderghem)
- rue Middelbourg
- rue du Ministre
- route de Mont Saint-Jean (R0)
- drève des Morilles
- chemin du Moulin
- sentier des Muguets
- avenue des Mûriers
- place des Muscaris

## N
- avenue des Naïades
- rue des Néfliers (en partie sur Auderghem)
- rue des Nigelles
- rue Nisard
- avenue des Noisettiers
- avenue des Nymphes

## O
- place de l’Octogone
- rue Edouard Olivier (ancien bourgmestre)
- avenue des Ortolans
- chemin des Ortolans
- sentier des Ours
- rue de l'Outarde
- rue des Oxalis

## P
- rue des Passiflores
- place Andrée Payfa-Fosseprez (ancien bourgmestre)
- rue des Pêcheries (en partie sur Auderghem)
- sentier de la Pépinière
- rue des Pétunias
- rue des Phlox
- rue du Pic-Vert
- rue des Pierres Rouges
- sentier des Pins
- rue du Pinson
- rue de la Pintade
- chemin du Pivert
- rue des Pluviers
- avenue Pré des Agneaux (en partie sur Auderghem)
- avenue des Princes Brabançons
- sentier des Putois
- rue des Pyrèthres

## Q
- drève des Quatre Frênes

## R
- avenue du Ramier
- rue du Relais
- drève du Relais des Dames (en forêt de Soignes)
- drève du Rembucher
- rue des Renoncules
- drève des Rhododendrons (en bordure de forêt de Soignes)
- rue du Roitelet (Anciennement rue de la station[2])
- rue du Rouge-Gorge (en forêt de Soignes)
- rue François Ruytinx

## S
- drève Saint-Hubert (en forêt de Soignes)
- rue des Salvias
- rue des Sangliers
- rue de la Sapinière
- rue de la Sarcelle
- Saut du Loup
- avenue de la Sauvagine
- rue des Saxifrages
- rue des Scabieuses
- rue des Scilles
- chemin des Silex (en forêt de Soignes)
- rue des Silènes
- avenue Alfred Solvay
- boulevard du Souverain (aussi sur Auderghem et Woluwe-Saint-Pierre)
- rue des Spirées
- rue des Staphylins
- avenue des Sylphes

## T
- avenue des Taillis
- drève du Tambour (en forêt de Soignes)
- place du Tarin
- avenue de la Tenderie
- Tenreuken
- avenue de Tercoigne
- avenue Thomson
- rue des Thuyas
- rue des Touristes
- rue du Triage
- rue des Tritomas
- avenue des Tritons
- rue du Troglodyte
- Les Trois Tilleuls
- rue des Trois Tilleuls
- rue des Tubéreuses
- drève des Tumuli (en forêt de Soignes)

## V
- rue des Valérianes
- sentier du Vallon des Chênes
- avenue Émile Van Becelaere (ancien bourgmestre)
- avenue Van Kerm
- drève Van Kerm (en forêt de Soignes)
- rue Théophile Vander Elst (ancien bourgmestre)
- avenue Louis Vander Swaelmen
- rue Lambert Vandervelde (ancien bourgmestre)
- rue de la Vénerie
- place des Véroniques
- avenue des Vestales
- avenue de Visé (anciennement rue d'Ixelles[2])
- square Raymond Volckerick
- drève des Volubilis

## W
- place Joseph Wauters
- drève des Weigelias

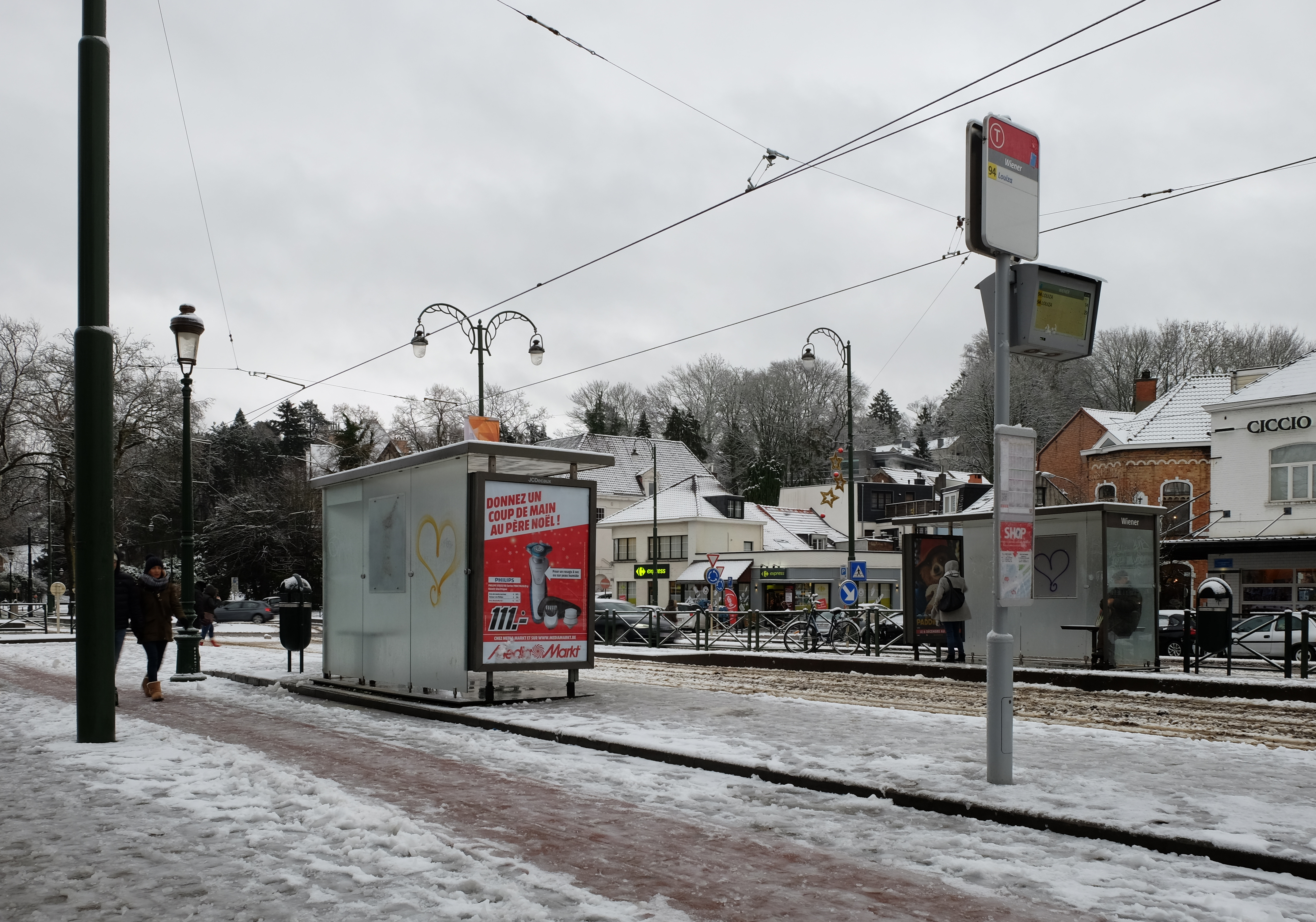
Arret de tram Wiener enneigé

- avenue Léopold Wiener (ancien bourgmestre)
- place Léopold Wiener (ancien bourgmestre)
- place Rik Wouters

## Z
- place des Zinnias

- Haut – A
- B
- C
- D
- E
- F
- G
- H
- I
- J
- K
- L
- M
- N
- O
- P
- Q
- R
- S
- T
- U
- V
- W
- X
- Y
- Z